# Sakura-sō no Pet na Kanojo
Sakura-sō no Pet na Kanojo (さくら荘のペットな彼女 Sakura-sou no Petto na Kanojo?,  lit. La novia mascota de Sakura-sou) es una serie de novelas ligeras escritas por Hajime Kamoshida e ilustradas por Kēji Mizoguchi. ASCII Media Works publicó 13 volúmenes entre enero de 2010 y marzo de 2014. Una adaptación a manga ilustrada por Hōki Kusano fue serializada por ASCII Media Works en la revista Dengeki G's Magazine y Dengeki G's Comic. Un CD drama fue publicado el 28 de junio de 2012. Una adaptación a anime de 24 episodios por J.C.Staff se emitió entre octubre de 2012 y marzo de 2013. Fue licenciado por Sentai Filmworks en Norteamérica.

## Argumento
Los dormitorios Sakura (más conocido como Sakurasou) de la Preparatoria Suimei para las Artes tienen fama de reunir a los estudiantes más especiales de todo el instituto. Esto es algo que Sorata Kanda sabe muy bien después de haberse visto obligado a trasladarse allí, pues es el único dormitorio del instituto dónde se aceptan animales.  Los residentes de Sakurasou están compuestos por Misaki Kamiigusa, una hiperactiva dibujante de anime, Chihiro Sengoku, la encargada de la residencia con un carácter un tanto irresponsable, Jin Mitaka, un guionista y dramaturgo, Ryūnosuke Akasaka, un exitoso programador antisocial que casi nunca sale de su habitación y que se comunica con el resto de los habitantes por su programa llamado Maid, que lo inventó él mismo y responde instantáneamente por chat dependiendo de lo que quiera decir. 
Sorata, desesperado, quiere escapar de Sakurasou, según él un lugar de extravagancias, pero Chihiro le pide que vaya a buscar un nuevo integrante a una estación de metro, con tan solo una foto para poder reconocerla, pero esa foto la muestra como solo una niña, Sorata preocupado se encamina hacia allá y se da cuenta de que ella tiene su misma edad, finalmente se traslada al dormitorio Mashiro Shiina, una atractiva joven reconocida mundialmente por sus pinturas, pero que no tiene ni la menor idea sobre cómo cuidar de sí misma. Arrastrado en la tediosa misión de cuidar constantemente a Mashiro, Sorata verá como su vida empieza a cambiar inesperadamente.

## Personajes
Sorata Kanda (神田 空太 Kanda Sorata?)
Seiyū: Yoshitsugu Matsuoka
Sorata es el protagonista masculino de la historia y estudiante de segundo año de Suiko, que vive en la habitación 101 del dormitorio de Sakura. Fue expulsado del dormitorio de la escuela normal después de que él decidió no abandonar un gato callejero que recogió. El no puede resistirse a adoptar gatos callejeros, por lo que termina teniendo siete en su habitación. Como muchos de los residentes del dormitorio Sakura poseen calificaciones sobresalientes y grandes aptitudes artísticas, a menudo se siente normal y anormal entre ellos. Una parte importante de la historia es cómo su personalidad y autoconfianza evoluciona. A lo largo de la serie se interesa en el desarrollo de videojuegos. De todas formas, sus propuestas y proyectos de videojuegos enviadas a las compañías de informática son rechazadas reiteradas veces. En la sexta novela decide hacer un juego por su cuenta. Es elegido por Chihiro para cuidar de la vida cotidiana de Mashiro, aunque se resiste al principio, termina por acostumbrarse, y luego de un tiempo, empieza a sentir algo por ella. Al final de la octava novela, se confiesa a Mashiro. 
Mashiro Shīna (椎名 ましろ Shīna Mashiro?)
Seiyū: Ai Kayano
Mashiro es la protagonista femenina de la historia y residente de la habitación 202. Ella es una artista de fama mundial a quien transfieren a Suiko en su segundo año para aprender a dibujar manga. Aunque sus obras son ampliamente admiradas por el mundo a pesar de su corta edad, ella no sabe nada que no sea o tenga que ver con el dibujo por lo que presenta una extrema falta de sentido común que va acompañada con la falta de expresión de sus propios sentimientos. Debido a esto, Sorata se ha visto obligado a manejar las tareas que rodean a Mashiro, hasta el punto de incluso tener que elegir la ropa interior para ella o Mashiro saldría a la calle sin ésta. 
Ella, al principio; tiene calificaciones muy malas ya que no puede prestar atención a sus clases, pero gracias a su talento artístico es capaz de memorizar las preguntas de los exámenes perfectamente como si fuesen cuadros y así obtener altas puntuaciones con facilidad. En la tercera novela, Mashiro comienza a tener sentimientos de amor hacia Sorata, e incluso afirma que no puede vivir sin él. Según ella, planea vivir en la casa de Sorata y trabajar como mangaka después de su graduación. En el décimo tomo de la novela rompe con Sorata, pero al final de la novela (4 años), vuelven a retomar su relación.
Nanami Aoyama (青山 七海 Aoyama Nanami?)
Seiyū: Mari Nakatsu
Nanami es compañera de clase de Sorata, que posteriormente se traslada a la habitación 203 del dormitorio Sakura . A pesar de que es dura con Sorata, ella en realidad está enamorada de él, y todo el mundo aparte de Sorata se ha dado cuenta de esto. Ella se escapó de su casa para convertirse en una Seiyu en contra de la voluntad de sus padres, y por ello, tiene que vivir por su cuenta. Tras hallarse sin dinero para vivir en la residencia normal, así como darse cuenta de que Sorata y Mashiro se están acercando progresivamente, ella decide mudarse al dormitorio Sakura. Ella se encuentra con la madre de Sorata en la quinta novela y se gana la admiración de ésta, incluso le dice que la prefiere como su nuera. En la sexta novela, ella no pasa la elección para Seiyu y decide reunirse con sus padres a decidir su próximo paso. Ella es capaz de convencer a sus padres de dejarla continuar su carrera y regresa a los dormitorios Sakurasou para el año final de preparatoria.
Misaki Kamīgusa (上井草 美咲 Kamīgusa Misaki?)
Seiyū: Natsumi Takamori
Misaki es la residente de la habitación 201 y una estudiante de tercer año en Suiko, que más tarde asiste Universidad de las Artes Sumei. Es muy sociable y optimista. Sorata a menudo se refiere a ella como una "extraterrestre". Ella tiene muy buenas notas y es muy buena en el dibujo y la animación, pero la escuela decidió enviarla al dormitorio Sakura porque presta demasiada atención al anime y al dibujo de manga. Ella vendió una animación a una editorial famosa, y con ello se hizo de una fortuna suficiente para poder vivir sin preocupaciones por el resto de su vida. Ella está enamorada de Jin, y actúa de una forma muy abierta para expresar sus sentimientos, pero él hace la vista gorda a esto y se involucra con muchas otras chicas, lo que la hace deprimirse. Finalmente los dos se hacen conocer ya como pareja durante el tomo quinto de la novela. En el tomo sexto de la novela, se registra su matrimonio, por lo que Misaki y Jin se vuelven oficialmente marido y mujer, y su nuevo nombre es Misaki Mitaka (三 鹰 美 咲 Mitaka Misaki?). Ella se muda al lado del dormitorio de Sakura después de su graduación a una casa que diseñó y construyó para sí misma con un estudio de grabación en el sótano.
Jin Mitaka (三鷹 仁 Mitaka Jin?)
Seiyū: Takahiro Sakurai
Jin es el residente de la habitación 103 y al igual que Misaki, es un estudiante de tercer año de Suiko. Es amigo de la infancia de Misaki y también está enamorado de ella, aunque siente que no es lo suficientemente bueno para ella, por lo que termina por convertirse en un mujeriego. Ha salido con varias chicas, como la hermana mayor de Misaki, pero al final rompe con todas ellas y se convierte en la pareja de Misaki durante la quinta novela. Quiere convertirse en un dramaturgo, y más tarde asiste a una universidad de Osaka para lograr su objetivo. Para pacificar a Misaki, él le da un formulario de inscripción con su firma de matrimonio como una garantía, pero Misaki termina convirtiéndose en su esposa después de su salida el mismo día, lo que los hace oficialmente casados.
Ryūnosuke Akasaka (赤坂 龍之介 Akasaka Ryūnosuke?)
Seiyū: Yui Horie
Ryūnosuke es el residente de la habitación 102 y estudiante de segundo año de Suiko. Él es un hikikomori de apariencia femenina que rara vez sale de su habitación. Por lo general, se comunica con los demás residentes mediante mensajes de teléfono móvil o por correo electrónico. Para reducir la necesidad de comunicarse con los demás, ha creado "Maid", un programa con la apariencia de una sirvienta que es capaz de contestar cualquier cuestión en pocos segundos y que posee consciencia y emociones propias. Él es un experto en programación de computadoras, y aporta un montón de consejos útiles e información a Sorata para el juego de ordenador de este. Según Ryūnosuke, su objetivo final es hacer que Maid sea lo más parecida a un ser humano real. Tiene ginofobia e incluso puede desmayarse cuando alguna mujer le toca, situación que empeora después de que Rita se enamore de él y le de un beso en la mejilla. Su comida favorita es el tomate, diciendo que confía en los tomates más que nada en el mundo. Lo apodan "Dragon", por idea de Misaki. Durante sus años de escuela intermedia, Ryūnosuke era parte de un proyecto de juego hecho por sus amigos, pero él era demasiado inteligente y los otros compañeros no lograron compensar a sus demandas y exigencias, por lo que lo apartaron del proyecto. A raíz de esto, Ryūnosuke desconfía de sus amistades (incluso de los del dormitorio Sakura) y por encima de todo, de las mujeres. Sin embargo, después de una llamada de Rita, se las arregla para superar su miedo a la amistad y ayudar a sus amigos para evitar que el dormitorio Sakura sea demolido.
Chihiro Sengoku (千石 千尋 Sengoku Chihiro?)
Seiyū: Megumi Toyoguchi
Chihiro es la profesora encargada de supervisar a los residentes de los dormitorios Sakura. Tiene problemas con el alcohol y a pesar de parecer despreocupada de todo lo que sucede alrededor de sus estudiantes, se preocupa mucho por ellos, aunque por lo general tiende a dejar a que afronten los problemas ellos mismos. Está constantemente buscando un hombre para que con el formen un matrimonio ya que está necesitada de eso.
Rita Ainsworth (リタ エインワーズ Rita Einwāzu?)
Seiyū: Ayako Kawasumi
Rita es la antigua compañera de piso de Mashiro que vive en Inglaterra. La primera vez que aparece, confiesa que siente celos hacia Shīna y que ella es la causa de que haya dejado la pintura. Posteriormente Rita y Mashiro hacen las paces y esta primera ayuda en múltiples ocasiones a los habitantes de Sakurasou junto con la ayuda de Ryūnosuke, hacia quien muestra mucho interés. Akasaka la apoda "antigua aprovechada" por su falsa sonrisa, según afirma y por su odio natural hacia las mujeres. Finalmente Rita se declara con un beso a Ryūnosuke cuando llega al aeropuerto dispuesta ya a volver hacia su natal Inglaterra.

## Media

### Novela ligera
Sakura-sō no Pet na Kanojo comenzó como una serie de novelas ligeras escritas por Hajime Kamoshida, con ilustraciones proporcionadas por Kēji Mizoguchi. ASCII Media Works publicó 13 volúmenes de la serie bajo su imprenta Dengeki Bunko componiéndose de 10 novelas principales y tres colecciones de historias cortas publicadas entre el 10 de enero de 2010 y el 8 de marzo de 2014.

#### Lista de volúmenes
| Núm. | Fecha de publicación     | ISBN                   |
| ---- | ------------------------ | ---------------------- |
| 1    | 10 de enero de 2010      | ISBN 978-4-04-868280-0 |
| 2    | 10 de abril de 2010      | ISBN 978-4-04-868463-7 |
| 3    | 10 de agosto de 2010     | ISBN 978-4-04-868765-2 |
| 4    | 10 de diciembre de 2010  | ISBN 978-4-04-870123-5 |
| 5    | 10 de mayo de 2011       | ISBN 978-4-04-870416-8 |
| 5.5  | 10 de septiembre de 2011 | ISBN 978-4-04-870749-7 |
| 6    | 10 de diciembre de 2011  | ISBN 978-4-04-886140-3 |
| 7    | 10 de abril de 2012      | ISBN 978-4-04-886543-2 |
| 7.5  | 10 de agosto de 2012     | ISBN 978-4-04-886801-3 |
| 8    | 10 de octubre de 2012    | ISBN 978-4-04-886986-7 |
| 9    | 9 de marzo de 2013       | ISBN 978-4-04-891471-0 |
| 10   | 10 de julio de 2013      | ISBN 978-4-04-891794-0 |
| 10.5 | 8 de marzo de 2014       | ISBN 978-4-04-866412-7 |

### Manga
Una adaptación a manga, ilustrada por Hōki Kusano, comenzó a serializarse en la edición de abril de 2011 de ASCII Media Works en la revista Dengeki G's Magazine. El manga terminó de serializarse en la revista en la edición de mayo de 2014 y continuó su serialización en Dengeki G's Comic entre las ediciones de junio de 2014 y julio de 2015. El primer volumen tankōbon fue publicado el 27 de octubre de 2011, y se publicaron seis hasta el 27 de marzo de 2014. Un volumen antológico Yonkoma fue publicado el 27 de febrero de 2012.

#### Volúmenes
| Núm. | Fecha de publicación     | ISBN                   |
| ---- | ------------------------ | ---------------------- |
| 1    | 27 de octubre de 2011    | ISBN 978-4-04-870986-6 |
| 2    | 26 de mayo de 2012       | ISBN 978-4-04-886508-1 |
| 3    | 27 de octubre de 2012    | ISBN 978-4-04-891026-2 |
| 4    | 27 de marzo de 2013      | ISBN 978-4-04-891460-4 |
| 5    | 27 de septiembre de 2013 | ISBN 978-4-04-891921-0 |
| 6    | 27 de marzo de 2014      | ISBN 978-4-04-866387-8 |
| 7    | 27 de octubre de 2014    | ISBN 978-4-04-866941-2 |
| 8    | 27 de junio de 2015      | ISBN 978-4-04-865083-0 |

### Anime
Una adaptación a anime de 24 episodios, producida por J.C.Staff y dirigida por Atsuko Ishizuka, se emitió en Japón entre el 9 de octubre de 2012 y el 26 de marzo de 2013 en Tokyo MX. Fue licenciado por Sentai Filmworks en Norteamérica. La serie también fue transmitida al mismo tiempo en Crunchyroll y está disponible por streaming en Hulu. La serie hasta la fecha ha ultizado cinco temas: El primer Opening es "Kimi ga Yume wo Tsuretekita" (君が夢を連れてきた?) interpretado por Pet na Kanojotachi, compuesto por Ai Kayano, Mariko Nakatsu, y Natsumi Takamori. El primer Ending es "Days of Dash" interpretado por Konomi Suzuki. El segundo Opening es "Yume no Tsuzuki" (夢の続き?) interpretado por Konomi Suzuki. El segundo Ending es "Prime Number ~Kimi to Deaeru Hi~" (Prime Number ~君と出会える日~?) interpretado por Asuka Okura. El Opening del capítulo 14 es "I Call Your Name Again" interpretado por Mariko Nakatsu quien es seiyu de Nanami Aoyama en el anime. El anime termina diferente a la novela ligera y el manga. 

#### Lista de episodios
- 1. Gato・Blanco・Mashiro
- 2. Vine a hacer un dibujo
- 3. Demasiado cerca pero lejos...
- 4. Un mundo que cambia de colores
- 5. La novia seria de Sakura-sou
- 6. Azul después de la lluvia
- 7. Su situación actual
- 8. Hagamos estallar unos fuegos artificiales enormes
- 9. Ha llegado la tormenta de otoño
- 10. Lo odio, lo odio
- 11. Gato galáctico Nyaboron
- 12. El poder del amor en el festival cultural
- 13. Un paso antes del invierno
- 14. La ventana de Eva y cada luz
- 15. ¿Dónde está mi yo habitual?
- 16. Siempre me ha encantado……
- 17. El día de San Valentín es el día del chocolate
- 18. Primer amor con un extraterrestre
- 19. Si vives en la capital Sakura-sou
- 20. Para decir que estoy en casa de ahora en adelante
- 21. Llueve sin culpa de nadie
- 22. Corre a través de los días brillantes
- 23. Ceremonia de graduación
- 24. Bienvenido a Sakura-sou

### Novela visual
Una adaptación a novela visual, desarrollada por Netchubiyori y publicada por ASCII Media Works, fue publicado para el PlayStation Portátil y PlayStation Vita el 14 de febrero de 2013.

## Recepción
El Mainichi Shimbun informó que hasta abril de 2012 la novela había vendido más de 850.000 copias.